# NGC 4131
NGC 4131 (другие обозначения — UGC 7126, MCG 5-29-19, ZWG 158.29, PGC 38573) — галактика в созвездии Волосы Вероники.
Этот объект входит в число перечисленных в оригинальной редакции «Нового общего каталога».
Галактика NGC 4131 входит в состав группы галактик NGC 4185. Помимо NGC 4131 в группу также входят ещё 12 галактик.
Является сейфертовской галактикой.